# TT331
TT331 (Theban Tomb 331) è la sigla che identifica una delle Tombe dei Nobili ubicate nell'area della cosiddetta Necropoli Tebana, sulla sponda occidentale del Nilo dinanzi alla città di Luxor, in Egitto. Destinata a sepolture di nobili e funzionari connessi alle case regnanti, specie del Nuovo Regno, l'area venne sfruttata, come necropoli, fin dall'Antico Regno e, successivamente, sino al periodo Saitico (con la XXVI dinastia) e Tolemaico.

## Titolare
TT331 era la tomba di:
| Titolare                   | Titolo                  | Necropoli           | Dinastia/Periodo | Note |
| -------------------------- | ----------------------- | ------------------- | ---------------- | ---- |
| Penne (detto anche Sunero) | Primo Profeta di Monthu | Sheikh Abd el-Qurna | XIX-XX dinastia  |      |

## Biografia
Hatiay (TT324), Supervisore dei Profeti di tutti gli dei, Capo dei Profeti di Sobek e Scriba del tempio di Monthu, fu suo padre, Iuy sua madre e Maiay, responsabile dell'harem di Monthu, fu sua moglie

## La tomba
Una lunga scala di 25 gradini (con al centro uno scivolo per un più agevole trasporto del sarcofago) dà accesso a una corte poligonale in cui si apre l'ingresso a TT331 e alla TT55 del Visir Ramose. Due stele, incompiute e oggi illeggibili, fiancheggiano l'ingresso (1 nero in planimetria). Alla TT331 si accede per il tramite di un corridoio (1 rosso in planimetria) in cui è raffigurato il defunto, seduto, sovrastato da testi sacri e di offertorio; altre scene vedono il defunto e la moglie, sotto le cui sedie sono rappresentati, rispettivamente, una scimmia e un gatto, assistere al concerto tenuta da un'arpista e adorare Osiride in onore del quale sono riportati inni sacri. Planimetricamente la tomba si presenta con forma a "T" capovolta tipica delle sepolture del periodo, benché la sala trasversale sia inclinata rispetto all'asse che è tuttavia, a sua volta, leggermente curvo; un breve corridoio immette in una sala quadrata il cui soffitto è retto da quattro pilastri. Sulle pareti: scene (2) di pesca e uccellagione (?), nonché di raccolta del papiro (?); su altra parete (3), su tre registri sovrapposti, brani tratti dal Libro delle Porte e uomini con candele e torce. Il corridoio di accesso alla sala colonnata ospita sull'architrave esterno (4), molto danneggiato, scena con la moglie in presenza del nome e dei titoli del defunto; sugli stipiti, altrettanto danneggiati, il defunto e la moglie in adorazione di Osiride (?). Dalla TT331 provengono frammenti di una statua del defunto inginocchiato.

### Annotazioni
1. ↑  La numerazione dei locali e delle pareti segue quella di Porter e Moss 1927, p. 9.
2. ↑  La prima numerazione delle tombe, dalla numero 1 alla 252, risale al 1913 con l'edizione del "Topographical Catalogue of the Private Tombs of Thebes" di Alan Gardiner e Arthur Weigall. Le tombe erano numerate in ordine di scoperta e non geografico; ugualmente in ordine cronologico di scoperta sono le tombe dalla 253 in poi.
3. ↑  I campi della Duat, ovvero l'aldilà egizio, si trovavano, secondo le credenze, proprio sulla riva occidentale del grande fiume.
4. ↑  Nella sua epoca di utilizzo, l'area era nota come "Quella di fronte al suo Signore" (con riferimento alla riva orientale, dove si trovavano le strutture dei Palazzi di residenza dei re e i templi dei principali dei) o, più semplicemente, "Occidente di Tebe".
5. ↑  le Tombe dei Nobili, benché raggruppate in un'unica area, sono di fatto distribuite su più necropoli distinte.
6. ↑  Le note, sovente di inquadramento topografico della tomba, sono tratte, fino alla TT252, dal "Topographical Catalogue" di Gardiner e Weigall, ed. 1913 e fanno perciò riferimento alla situazione dell'epoca.
7. ↑  Forma verosimilmente derivante da preesistenti accessi ad altre tombe.

### Fonti
1. ↑  Gardiner e Weigall 1913.
2. ↑  Donadoni 1999,  p. 115.
3. ↑  Porter e Moss 1927, p. 399.
4. 1 2  Porter e Moss 1927,  p. 399.
5. ↑  Porter e Moss 1927,  pp. 105-111.